# Маджента (колір)

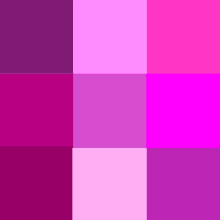

Мадже́нта — колір від змішування червоного та синього кольорів (адитивне змішування), звужений діапазон з пурпурового сектора. Є основним у системі CMYK. Колір не може бути утворений монохроматичним світлом, його можна отримати тільки при поєднанні червоних та блакитних хвиль.
Досить часто як еталон мадженти розглядають фарбник фуксин. Це один з перших анілінових барвників; він був винайдений після битви під Маджентою (1859) у північній Італії, звідси і походить його назва.
У кольоровій системі маджентою називається червоно-пурпуровий колір. У системі CMYK це один з трьох головних кольорів при друці. У системі RGB — це не основний колір і він утворюється при змішуванні червоного та блакитного, тому у цій системі колір маджента відрізняється від того, який використовується при друці. Називається маждента чи фуксія.

## Варіанти відтінків
Сьогодні назва «маджента» є поширеною, але це досить умовне позначення, яке описує цілу групу кольорів або відтінків.